# Anthopleura chinensis
Anthopleura chinensis är en havsanemonart som beskrevs av J.L. England 1992. Anthopleura chinensis ingår i släktet Anthopleura och familjen Actiniidae. Inga underarter finns listade i Catalogue of Life.